# شباعة (الصومعة)

تعديل مصدري - تعديل

شباعة هي إحدى قرى عزلة ال عبيد بمديرية الصومعة التابعة لمحافظة البيضاء، بلغ تعداد سكانها 230 نسمة حسب تعداد اليمن لعام 2004.